# Квазигосударство
Ква́зигосуда́рство (лат. quasi «как бы» + «государство», буквально — как бы государство), квазигосуда́рственное образова́ние — юридическое и политическое понятие, термин, который иногда используется для описания политического образования со многими, но не со всеми критериями (признаками, элементами) государственности.
Точное определение квазигосударства в политической литературе колеблется в зависимости от контекста, в котором оно используется. Некоторые современные учёные использовали его для описания самоуправляющихся британских колоний и зависимых территорий, которые осуществляли форму самоуправления, но оставались важными частями Британской империи и подчинялись, в первую очередь, администрации метрополии. Точно так же республики Советского Союза, которые представляли собой административные единицы со своими соответствующими национальными особенностями, были описаны как квазигосударства.
В наши дни термин квазигосударство чаще всего используется в отношении воинствующих сепаратистских групп, которые претендуют на определённый регион и осуществляют некоторую форму территориального контроля над ним, но которым не хватает некоторых критериев государственности.

## История
Термин был предложен в 1980-х годах американским юристом Робертом Джексоном. Этим словом он обозначал страны третьего мира, бывшие колонии и протектораты, которые стали независимыми впоследствии распада колониальных империй после Второй мировой войны и которые столкнулись с трудностями в процессе государственного устройства.
Эти страны были формально равны в правах с развитыми странами и получили право называться суверенными. В отличие от развитых стран, которые обеспечивают преимущество для их граждан в виде суверенитета и государственных институтов, суверенитет квазигосударств таких преимуществ практически не создаёт. Учёный утверждает, что несмотря на якобы формальное равенство, эмпирически эти группы государств фактически не равны по своей сути, и подобный разрыв остаётся вечным.
В работе Хедли Булла и Адама Уотсона «The Expansion of International Society» 1984 года термин квазигосударство используется для описания международных отношений, но не как термин международного права. Учёные использовали термин касаемо бывших колоний, которые хоть и удовлетворяли критериям государственности, но имели нехватку политической воли, институционной власти, организованной силы для защиты прав человека и обеспечения социально-экономического благополучия.
В 1994 году российские учёные П. Н. Лукичев и А. П. Скорик предложили концепт квазигосударственности, которым описали ряд условий и обстоятельств, что привели к несозданию казацкого государства на Дону в разные периоды истории. По их определению, квазигосударственность является типом властных отношений, возникающих при отсутствии или недостаточности исторического опыта бюрократического функционирования государственных органов, при наличии патриархальности социальной организации, аморфности социокультурного пространства, отсутствия общегражданской самоидентификации, неразвитости права и правосознания, авторитарности политических отношений, а также такого фактора, как появление этого политического образования только из соображений географического удобства.